# 門羅縣 (伊利諾伊州)
門羅縣（英語：Monroe County）是美國伊利諾伊州西部的一個縣，西隔密西西比河與密蘇里州相望。面積1,030平方公里。根據美國2000年人口普查，共有人口27,619。縣治滑鐵盧（Waterloo）。
成立於1816年1月6日，縣名是紀念第五任總統詹姆斯·門羅。